# 하시모토 류타로
하시모토 류타로(일본어: 橋本 龍太郎, 1937년 7월 29일 ~ 2006년 7월 1일)는 일본의 정치인이다.
게이오기주쿠 대학 법학부를 졸업했으며, 중의원 의원(14선), 내각총리대신(제82·83대), 특명담당대신(행정개혁·오키나와-북방대책·규제개혁), 오키나와 개발청 장관(제42대), 통상산업대신, 대장대신(제86대), 운수대신(제60대), 후생대신(제61대), 자유민주당 총재(제17대) 등을 역임하였다. 또 오자와 이치로 등과 함께 1990년대의 일본 정계를 대표하는 정치가의 한 사람이며, 자민당내 다케시타파를 이끌었다.

## 생애

### 성장 과정
도쿄 시내 시부야구(현재의 도쿄도 시부야 구)에서 대장관료 아버지 하시모토 료고와 어머니 하루(春, 오노 로쿠이치로의 딸) 사이에서 장남으로 태어났다. 류타로의 어머니는 중이염이 악화돼서 류타로가 태어난 지 5개월 만에 사망했다.

### 학창 시절
리넨 중학교 입학시험에서 하시모토의 수험번호는 1073번이었고, 1074번은 훗날 작가가 되는 아베 죠지였다. 이 인연으로 둘은 친구가 되고, 중학교 3년 내내 같은 반이었다. 리넨 고등학교에 진학하면서 산악부에 가입했고, 등산에 몰두하면서 공부를 소홀히 해 성적은 중간정도였다. 대학에 입학하고 나서는 검도에 몰두한다.
1956년 게이오기주쿠 대학 법학부 정치학과에 입학한다.

### 정치인 시절
직장인으로 3년차가 되던 1962년 아버지 료고가 갑자기 사망한다. 아버지의 후계자는 동생 다이지로였고, 류타로 본인도 정치에 뜻이 없었다. 하지만 당시 동생 다이지로는 대학생으로 피선거권이 없어서, 아버지와 친분이 있던 사토 에이사쿠의 지명을 받아 류타로가 아버지의 후계자로 선거에 출마한다.
1963년 총선에서 중의원에 처음으로 당선된다. 의원 당선 후 먼 친척이었던 구미코(久美子, 기업인 나카무라 히사쓰구(남작 나카무라 간의 데릴사위)와 다에코(妙子)의 딸, 지바현지사 가노 히사아키라의 친손녀)와 결혼하는데, 구미코가 기독교인(가톨릭)이었기 때문에 롯폰기 채플 센터에서 결혼식을 올렸다.

### 총재 후보로 부상

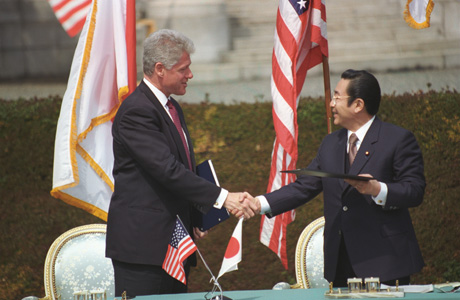
1996년 일본을 공식 방문한 빌 클린턴 미국 대통령과 정상회담을 가진 후 조약 체결 서명식에서 악수를 나누고 있는 하시모토 류타로(오른쪽)

### 소비세 증세와 그 이후
1997년 4월 1일 무라야마 내각이 내정했던 소비세 등의 세율 인상 및 지방 소비세 도입을 하시모토 내각이 실시한다.
1998년의 소비세 증세, 건강보험 자가부담 비율 인상, 특별 감세 폐지 등 총액 10조 엔 규모의 긴축재정과 금융 불황의 여파로 1999년 명목 GDP는 전년 대비 -3%인 513조 엔으로 15조 엔 감소한 것이었다.

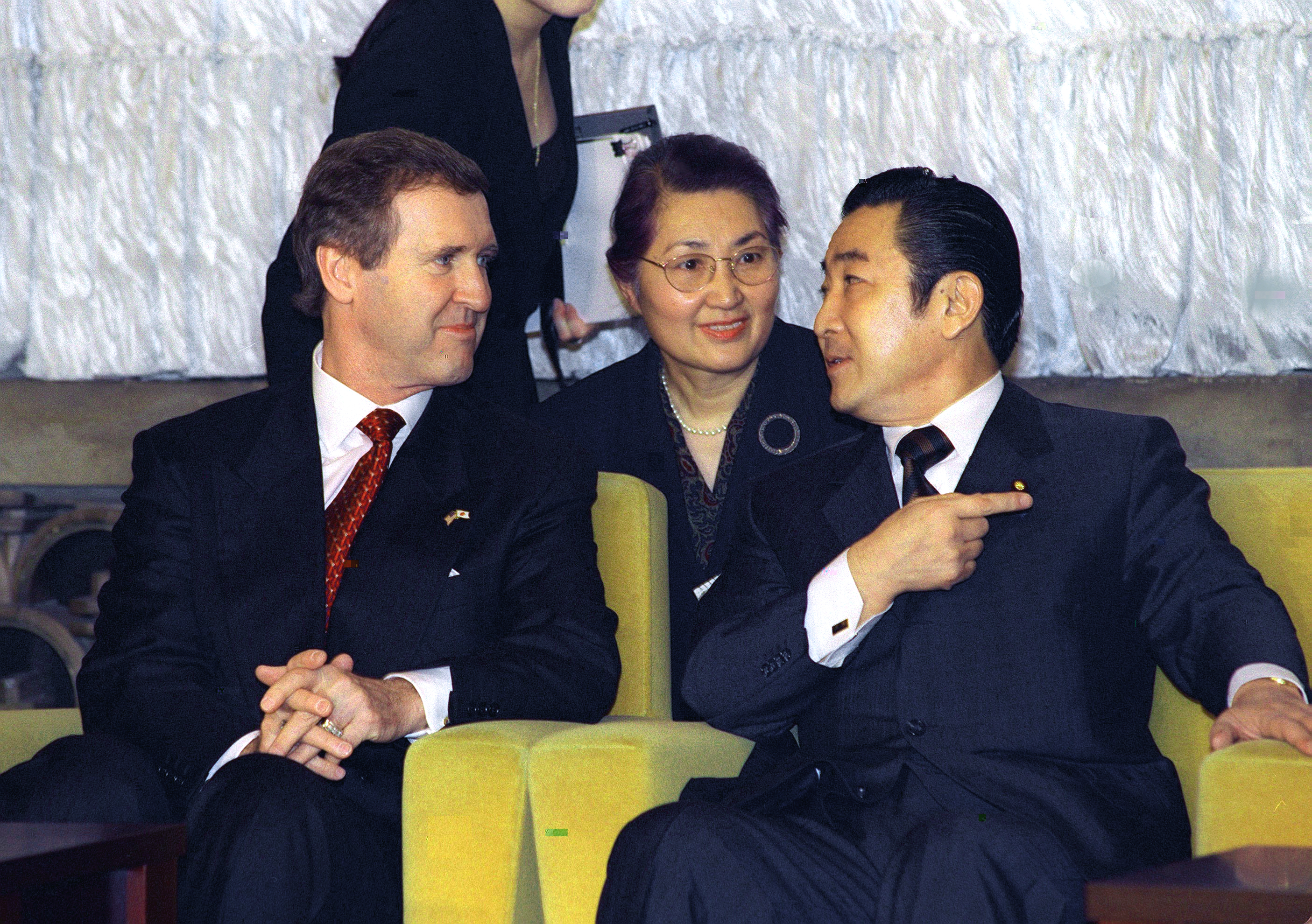
윌리엄 코언 국방부 장관과 회담하는 하시모토

1997년 6월, 하시모토 총리는 덴버 8개국 정상회담 직후“일본이 보유중인 미국 국채를 매각하지 않도록 미 정부도 외환시장에 협력해 주었으면 좋겠다”라며 일본이 보유한 미국 채권을 매각할 뜻을 내비쳤다. 그러자 다우존스 지수는 6월 24일, 87년 이후 10년만에 최악인 -3%의 대폭락을 기록했고 이에 분노한 미국의 고위관료들과 경제인들에게 하시모토 총리는 웬수와 같은 존재였다. 이 당시에 일본의 미국 국채 매각 경고에 국내외 경제 전문가들은 "미국에게 일본의 미국채 매각은 실질적인 위협이 되지 않는다"라며 일본의 미국채 매각에 대해 가능성이 없는 현실이란 분석을 했지만
이 사건으로 하시모토는 미국의 눈엣가시와 같은 존재가 되었다. 그 당시 미국과 일본의 관계는 아시아 금융위기와 한국의 imf사태라는 복합적 상황과 맞물려 사상 최악으로 치달았다. 1998년 7월, 미국과 미국 언론들은 미국정부에게 눈엣가시였던 일본의 하시모토 류타로의 총리직 사임발표 당시 특종으로 보도하며 "미국경제가 드디어 일본을 꺾었다"라는 식의 자화자찬적 보도를 내며 기뻐했던 것을 보면 당시의 미국이 하시모토 류타로총리와 일본에 대해 얼마나 심한 반감을 가졌는지 짐작할 수 있다.
1997년 6월 23일 콜럼비아 대학교에서 강연에서 "일본이 미국 국채를 축적하는 것은 이득인가?"에 관해서 질문이 나오자 하시모토는 "미 국채를 매각하려는 생각은 여러번 했었다."라고 답했다. 그리고 미국 경제가 주는 세계 경제에의 영향 등을 이유로 "미국 국채를 매각해 엔화로 바꾸려 하고 싶은 유혹이 있었지만 미국의 세계경제 영향력을 감안해 참는다"라고 답하여 일본의 미국채권 매각 가능성에 대해 언급한다. 그러나 대량의 미국 국채를 보유하는 일본 총리가 "미국 국채를 매각"에 언급한 점이 주목되면서 뉴욕 증권 거래소 주가가 -3%나 급락하는 사건이 벌어졌다.

### 말년
2005년 하시모토는 집권 자민당의 비례대표(전국구) 공천을 못받아 정계를 떠나는 상황에 직면하게 됐다.

## 경력
- 1937년 - 도쿄 시부야구에서 대장성 관료 하시모토 료고의 장남으로 태어남.
- 1960년 - 게이오기주쿠 대학 법학부 정치학과 졸업.
- 1963년 4월 - 중의원 의원 니시무라 에이이치의 비서가 됨.
- 1963년 7월 - 고바야시 다케하루 후생성 장관의 비서관이 됨.
- 1963년 11월 - 아버지(1962년에 급사)의 뒤를 이어 중의원 선거에 출마해 당선됨(오카야마 2구).
- 1970년 1월 - 제3차 사토 내각의 후생정무차관에 임명.
- 1978년 12월 - 후생성 장관에 임명(제1차 오히라 내각).
- 1986년 7월 - 운수성 장관에 임명(제3차 나카소네 내각).
- 1989년 6월 - 자유민주당 간사장에 선출되나 곧 사임.
- 1989년 8월 - 대장성 장관에 임명(제1차 가이후 내각).
- 1993년 7월 - 중의원 총선거에서 자민당이 패배해 하야를 받고, 총재 고노 요헤이 하의 자민당 정조회장으로 취임.
- 1994년 6월 - 통상산업성 장관에 임명(무라야마 내각).
- 1995년 9월 - 자민당 총재선거에 출마. 총재였던 고노 요헤이를 불출마하도록 유도한 후, 그를 대신해 대항마로 입후보한 전 후생성 장관 고이즈미 준이치로에 큰 차이로 승리해 17대 자유민주당 총재로 취임.
- 1996년 1월 - 무라야마 내각이 퇴진함에 따라 제82대 내각 총리 대신으로 취임.
- 1997년 4월 - 기간이 만료된 오키나와 미군용지의 수용을 계속하게 하는 미군용지특별조치법 개정안을 성립시킴.
- 1998년 7월 - 참의원 선거 패배의 책임을 지고 사임.
- 2000년 12월 - 행정개혁담당대신·오키나와 개발청 장관에 임명(제2차 모리 개조내각).
- 2001년 1월 - 행정개혁 담당 대신에 오키나와·북방대책담당대신과 규제개혁담당대신을 겸임.
- 2001년 4월 - 자민당 총재선거에 출마하였지만 고이즈미 준이치로에게 패배.
- 2004년 2월 - 국제 연합의 코피 아난 사무총장의 요청으로 “물과 위생에 관한 자문위원회” 의장으로 취임.
- 2004년 7월 - 일본치과의사연맹으로부터의 1억엔 헌금을 받았다는 의혹이 불거져 헤이세이 연구회 의장을 사임함. 또한 차기 총선거에서 오카야마 4구에서 불출마할 의사를 표명.
- 2005년 8월 - 중의원 해산 후 “총선거 불출마=정계 은퇴”를 표명하여 14회 연속 당선의 정치 인생을 마감함.
- 2006년 7월 1일 - 도쿄 신주쿠구의 국립 국제의료센터에서 장관허혈을 원인으로 하는 패혈증성 쇼크에 의한 다장기부전으로 별세, 향년 68세.

## 같이 보기
- 제1차 하시모토 내각
- 제2차 하시모토 내각
- 제2차 하시모토 내각 개조내각